# Bentley Empress II
Bentley Empress II – samochód osobowy klasy luksusowej wyprodukowany pod brytyjską marką Bentley w 1991 roku.

## Historia i opis modelu
Na początku lat 90. XX wieku Bentley otrzymał zlecenie na wykonanie unikatowego, specjalnego modelu opartego ściśle na rodzinie modelowej Brooklands i Turbo R, jako bezpośrednią bazę obierając wariant "Turbo RL" drugiego z pojazdów. W efekcie brytyjska firma nawiązała współpracę z reaktywowanym wówczas rodzimym producentem nadwozi Hooper, który podjął się produkcji specjalnego modelu o nazwie Empress II.
W przeciwieństwie do pierwowzoru, Bentley Empress II odszedł od kanciastych proporcji i trójbryłowej sylwetki na rzecz nietypowej dla ówczesnych konstrukcji płynnej, łukowatej linii. Przód zdominowały duże, kanciaste reflektory oraz masywna, chromowana atrapa chłodnicy z wyraźnie zarysowanym kształtem, z kolei tył zwieńczyła położona pod kątem szyba płynnie przechodząca w opadającą ku krawędzi tyłu klapie bagażnika. 
Kabina pasażerska utrzymana została w luksusowej estetyce, z bogatym wyposażeniem z zakresu komfortu podróży. Empress II wyposażony został m.in. w cztery elektrycznie sterowane niezależne siedzenia, barek z kieliszkami dla pasażerów tylnego rzędu siedzeń, elektrycznie sterowane okno dachowe oraz system nagłośnieniowy klasy premium składający się z 12 głosników firmy Alpine.
Do napędu Bentleya Empress II wykorzystany został przejęty z Bentleya Turbo RL silnik benzynowy typu V8, który charakteryzował się pojemnością 6,75 litra i mocą 400 KM. Jednostka przenosiła napęd na tylną oś przy pomocy 4-biegowej, automatycznej skrzyni biegów, która pozwalała rozpędzić się do 100 km/h w 6 sekund.

### Sprzedaż
Bentley Empress II był samochodem ściśle limitowanym, który powstał łącznie w 5 sztukach o specyfice spersonalizowanej wedle życzeń nabywców. Każdy z egzemplarzy budowany był z oparciu o podzespoły Betnelya Turbo RL, otrzymując później nową karoserię konstrukcji Hoopera. Spośród 5 sztuk, dwie z nich powstały na rynki z ruchem lewostronnym, a kolejne dwie - z prawostronnym.

### Silnik
- V8 6,75 l 400 KM